# 卡尔迪耶罗
卡尔迪耶罗（義大利語：Caldiero），是意大利威尼托大区维罗纳省的一个市镇。总面积10.42平方公里，人口7393人，人口密度709.5人/平方公里（2009年）。国家统计（ISTAT）代码为023017。